# 澄心堂紙
澄心堂紙（ちょうしんどうし）とは五代十国南唐の後主李煜が作成した紙。卓越した品質で中国史上最高の紙と評されている。

## 概要
南唐では李璟、李煜の二代にわたり文化・芸術に熱心な君主が相次いだ。特に李煜の代に文化的産業は国家的事業と言えるほどに発達し、その潮流の中で中国史上最高と謳われる文房四宝（紙筆硯墨）が作成されることになる。
この四品のうち紙は李煜が政務を執った建物である澄心堂の名を冠した「澄心堂紙」と呼ばれる。
後生の書家はこの紙を評して「堅く滑らかなること玉のごとく、細かく薄くして光潤い、氷の如く繭の如し」という最高の評価を与えている。
北宋の書家蔡襄はこれを復元しようとしたが遂に果たせず、断念したという。
後に清の乾隆帝が苦心の末に復元させたと言われる。